# Рутемёллер, Эрих
Эрих Рутемёллер (нем. Erich Rutemöller, род. 8 февраля 1945, Рекке, ФРГ) — немецкий футболист и футбольный тренер.

## Карьера
Выступал в качестве футболиста с 1961 по 1973 год в различных немецких клубах. Последним клубом в его карьере футболиста был «Кёльн».

## Тренерская карьера
В первые годы тренерской карьеры тренировал молодёжные команды «Кёльна». Позднее тренировал различные немецкие клубы, которые выступали в различных по уровню лигах Германии. С 1994 по 2004 год был в тренерском штабе сборной Германии. В 2003—2005 годах являлся главным тренером юношеской сборной Германии. В 2008—2009 годах был в тренерском штабе сборной Ирана. В 2009—2011 годах был помощником главного тренера тегеранского «Эстегляля». В 2014—2015 годах являлся главным тренером сборной Афганистана.